# Rousson (Yonne)
Rousson é uma comuna francesa na região administrativa de Borgonha-Franco-Condado, no departamento de Yonne. Estende-se por uma área de 5,59 km². Em 2010 a comuna tinha 411 habitantes (densidade: 73,5 hab./km²).